# TeleArena
TeleArena è un'emittente televisiva veronese, fondata nel 1979, appartenente al gruppo Athesis, del quale fanno parte anche l'emittente televisiva Telemantova e i quotidiani L'Arena di Verona, Il Giornale di Vicenza e Bresciaoggi, e l'emittente radiofonica Radio Verona. Ultima acquisizione del Gruppo Athesis è lo storico quotidiano La Gazzetta di Mantova. Della raccolta pubblicitaria sui canali e i quotidiani del gruppo si occupa la concessionaria PubliAdige.

## Storia
Nasce nel 1979 grazie all'opera di alcuni imprenditori locali. Nel 1984 TeleArena viene interamente acquisita dal gruppo Athesis.
Negli anni Novanta, cresce sensibilmente. La raccolta della pubblicità affidata a Publiadige, concessionaria del gruppo, consente di reperire risorse per lo sviluppo della emittente e di altre iniziative in provincia di Mantova (nasce, così, Telemantova) e di Brescia (Brescia.TV) fino a dar vita a un vero e proprio network di televisioni di prossimità vocate a rappresentare il proprio territorio.
Nell'ottobre 2015, Brescia.TV sarà poi ceduta al gruppo cremonese TeleColor unitamente alle frequenze e a parte dei dipendenti.
Telearena è visibile in tutto il Veneto e a Mantova e provincia sul canale 16, in parte della Lombardia orientale sul canale 650.
Attualmente Telearena è nella classifica auditel la 6ª  tv più vista sul territorio. È la Tv dei veronesi. Il principale competitor aggrega i dati di ascolto di Verona a quelli delle altre sedi presenti in Veneto e in Trentino

## Programmi
TeleArena ha il suo punto forte nell'informazione locale e nell'informazione sportiva, con gli appuntamenti domenicali di telecronaca in diretta delle partite di calcio dell'Hellas Verona e del Chievo Verona. Sul digitale terrestre offre anche il canale interamente sportivo TeleArena Sport. In passato, sulla televisione TeleArena, appariva abbastanza frequentemente il noto telecronista e giornalista Germano Mosconi, con il ruolo di commentatore di numerose partite del Chievo e del Verona.
Oltre ai programmi autoprodotti dal gruppo, vengono anche trasmessi programmi esterni, quali Bekèr, film e telefilm.

### Informazione
La Redazione è composta da giornalisti professionisti diretti da Mario Puliero; sono Silvia Beltrami, Alessandro d'Errico, Valentina Burati, Lucio Salgaro, Francesca Pellegrini, Luca del Ponte, Matteo Taietti, Giovanni Salvatori e Davide Cailotto. Si avvale inoltre di alcuni collaboratori sia per la cronaca come per lo sport. Il reparto tecnico è diretto da Giorgio Vigni con i tecnici Gabriele Piovanelli (vice), Matteo Tomasoni, Matteo Montoli,Renzo Boscardin, Nicola Pellegrini (grafica), con la collaborazione di Marco Fretti. I tecnici emissionisti sono Mauro Zancarlin e Davide Armani. Filippo Cervini è emissionista e il responsabile dell'ufficio programmi. Assistenti di produzione e social media manager Giorgia Rizzo. Susanna Tracogna è il prodotture esecutivo.
- TG Sera- Realizzato dalla redazione copre tutti gli avvenimenti del territorio.
- TG Giorno - Anticipazione in forma snella e sintetica degli avvenimenti del giorno, che saranno approfonditi ed analizzati dai servizi della successiva edizione serale
- L'Arena Sport - Notiziario sportivo.
- Oltre il TG - Approfondimento in diretta sul tema della giornata a cura della redazione del TG.
- TG 7 Giorni - Sintesi delle notizie della settimana.
- Meteo - Analisi situazione meteo generale e previsione sulla provincia di Verona a cura di 3B Meteo.
- Qui centro operativo! - Rubrica settimanale a cura dell'Autostrada A4 Brescia Padova e A31 Valdastico Sud.
- Radio Verona notizie. Il Gr della radio in Tv alle ore 17.30 e 18.30. L'informazione del pomeriggio in attesa dei Tg della sera.

### Attualità
- Sei a casa - Rotocalco di servizio del pomeriggio condotto da Angela Booloni.
- Sei in Viaggio - Programma itinerante tra i Comuni della provincia veronese a cura di Matteo Taietti.
- Diretta Verona - Settimanale di attualità in onda in prima serata condotto dal Direttore dell'Emittente Mario Puliero in collaborazione con il quotidiano L'Arena e Radio Verona.I collegamenti esterni video sono a cura di Lucio Salgaro, per la radio Anna Zegarelli.
- Il lavoro a 360° - Domande e risposte dal mondo del lavoro.
- L'Arena di Noè - programma sugli amici a 4 zampe condotto da Elisabetta Gallina.
- L'ospedale per amico -  Ogni settimana porta a conoscere i volti e le eccellenze dell'Azienda ospedaliera universitaria integrata di Verona.
- Ogni giorno la Parola - Appuntamento quotidiano con il Vangelo.
- Il Vangelo - Ogni domenica, il Vangelo commentato dal Vescovo di Verona, Mons. Giuseppe Zenti.
- Oroscopo del giorno
- Dica 33 - Programma di medicina, benessere e salute a cura di Matteo Taietti
- Che classe! - gioco quiz con gli studenti delle scuole veronesi condotto da Nicolò Brenzoni con la collaborazione di Francesco Delai.
- Formidabili - Programma su temi d'attualità che coinvolgono i giovani - a cura di Valentina Burati
- Ti racconto la storia. Le peculiarità delle aziende veronesi con Deborah Melotti.
- Una cantina per tre. Alla scoperta delle migliori aziende viti vinicole del territorio.
- Raccontami com'era. La Verona di una volta nel programma della domenica sera. Si alternano alla conduzione Silvia Beltrami, Alessandro d'Errico e Giovanni Salvatori.
- 3x2 - gioco quiz dal centro commerciale La Grande Mela con Nicolò Brenzoni, Francesco Delai e Gabriele Piovanelli.

### Sport
- Gialloblu Superstar (in passato Diretta Gialloblù) Tutte le partite del campionato dell'Hellas Verona vissute in diretta dai tifosi negli studi di TeleArena, condotto da Niccolò Brenzoni e Giada Perlati con la partecipazione di Giuseppe Rainero in arte "Beppe El Bifido".
- Diretta Gialloblu Chievo - Ogni domenica sera tutte le emozioni del grande calcio con la squadra di TeleArena in diretta da studio.
- Pre - Match - il venerdì sera Davide Cailotto con Alessio Faccincani presentano le partite di Hellas e Chievo del fine settimana.
- Area sport magazine - Tornei Calciotto e Calcio a 5 a Verona.
- A ruota libera - Appuntamento settimanale con il ciclismo veronese.
- Partite Chievo Verona -  Le partite del Chievo Verona con telecronaca della redazione di TeleArena per seguire le imprese della squadra gialloblù sui campi della Serie A.

### Intrattenimento e cultura
- Talenti ne L'Arena - Il talent estivo di Telearena, condotto da Lucio Salgaro e Angela Booloni.
- Vie Verdi - Itinerari da scoprire raccontati da Luana Vollero e Matteo Taietti
- Sere in Festa - Trasmissione con interviste e video delle migliori orchestre a cura di Carletti Spettacoli.
- Un posto in prima fila - gli spettacoli di Verona e provincia nel programma di Valentina Burati

## Multimedialità
Oltre che sul web, tramite il sito internet www.telearena.it, dove è presente anche il live streaming, la diretta, i programmi, il palinsesto e le notizie di TeleArena sono fruibili anche tramite app per smartphone e tablet, scaricabile gratuitamente dagli store Apple e Android.

## Ascolti

### Contatti giorno medio mensile target 4+ regione Veneto
|      | Gennaio | Febbraio | Marzo   | Aprile  | Maggio  | Giugno  | Luglio  | Agosto  | Settembre | Ottobre | Novembre | Dicembre | Media anno |
| ---- | ------- | -------- | ------- | ------- | ------- | ------- | ------- | ------- | --------- | ------- | -------- | -------- | ---------- |
| 2014 | 111.764 | 122.835  | 111.086 | 105.732 | 113.184 | 96.857  | 99.445  | 103.421 | 121.372   | 105.466 | 106.130  | 106.017  | 108.333    |
| 2015 | 103.616 | 100.821  | 78.359  | 79.775  | 85.240  | 97.529  | 86.967  | 91.499  | 104.328   | 86.221  | 87.056   | 88.948   | 90.797     |
| 2016 | 99.878  | 127.848  | 114.813 | 96.836  | 77.985  | 117.425 | 125.775 | 126.990 | 119.502   | 145.788 | 160.058  | 158.337  | 123.158    |
| 2017 | 183.144 | 212.697  | 203.561 | 180.902 | 169.925 | 170.137 | 154.831 | 169.572 | 175.714   | 166.070 | 161.730  | 150.215  | 174.875    |
| 2018 | 163.247 | 151.332  | 138.455 | 134.107 | 128.226 | 130.125 | 124.957 | 136.408 | 140.634   |         |          |          |            |

### Contatti giorno medio mensile target 4+egione Lombardia
|      | Gennaio | Febbraio | Marzo  | Aprile | Maggio | Giugno | Luglio | Agosto | Settembre | Ottobre | Novembre | Dicembre | Media anno |
| ---- | ------- | -------- | ------ | ------ | ------ | ------ | ------ | ------ | --------- | ------- | -------- | -------- | ---------- |
| 2014 | 6.545   | 4.004    | 4.772  | 4.765  | 5.274  | 4.260  | 4.589  | 5.983  | 7.093     | 5.811   | 3.375    | 6.168    | 5.253      |
| 2015 | 5.449   | 2.063    | 3.378  | 4.293  | 3.232  | 5.424  | 5.349  | 9.986  | 8.138     | 6.667   | 6.565    | 11.948   | 6.148      |
| 2016 | 19.774  | 19.964   | 15.176 | 11.796 | 10.948 | 5.813  | 3.083  | 5.491  | 6.590     | 12.855  | 11.053   | 8.606    | 10.810     |
| 2017 | 9.255   | 11.311   | 7.819  | 7.635  | 5.539  | 7.905  | 2.557  | 10.141 | 13.131    | 11.459  | 14.452   | 7.669    | 9.073      |
| 2018 | 10.803  | 9.628    | 8.816  | 10.071 | 6.150  | 10.885 | 12.481 | 11.382 | 9.400     |         |          |          |            |